# Robert Henry
Robert Henry, škotski zgodovinar, * 18. februar 1718, † 24. november 1790.